# Grand bouteiller de France
Cet article possède un paronyme, voir Bouteiller (homonymie).
Le grand bouteiller de France était l'un des grands officiers de la couronne de France pendant l’Ancien Régime. Il s'agit d'un office de la Maison du roi, hérité de l'époque médiévale, et rattaché ensuite aux grands offices de la couronne.
Le grand bouteiller était l'héritier du bouteiller du Moyen Âge. Dans le royaume de France sous la dynastie capétienne, le bouteiller perd sa fonction de gestion des approvisionnements de la cour, rôle désormais dévolu à des échansons. Il est désormais chargé d'administrer le vignoble du domaine royal, fonction pour laquelle il perçoit une redevance sur certaines abbayes fondées par le roi.
Le bouteiller est alors un des principaux officiers de la cour : il atteste très souvent les chartes royales.
À partir du XIVe siècle, le bouteiller porte le titre de Grand bouteiller de France, et la fonction devient purement honorifique.
Au XVIe siècle, il est l'un des personnages les plus importants de l'État. Puis, tout comme le grand maître de France, sa charge eut de moins en moins d’importance politique et devint de plus en plus honorifique. La fonction fut supprimée à la Révolution en 1791.

## Liste des bouteillers puis des grands bouteillers de France
- Ingenulf, frère de Baldric de Dreux, Connétable de France: 1043-c.1069[1]
- Hervé de Montmorency : exerçait cette charge en 1075[2]
- Payen d'Orléans : 1106
- Gilbert de Garlande dit le Jeune : 1114-1126
- Louis de Senlis : avant 1128.
- Guillaume Ier de Senlis dit le Loup : 1129-1147.
- Guy III de Senlis : 1147.
- Guy IV de Senlis : 1223.
- Robert Ier de Courtenay-Champignelles : 1223
- Étienne de Sancerre : avant 1248.
- Jean II de Brienne ou Jean d'Acre : exerçait cette charge en 1258[3]. Époux en 1251/1252 de Marie de Coucy, veuve du roi Alexandre II d'Écosse.
- Guy de Chatillon : 25 mai 1296.
- Henri de Sully : avril 1317 - 1336[4].
- Miles X de Noyers : 1336 - après 1346.
- Jean de Chalon : avant 1350-1361.
- Jean de Sarrebruche : vers 1370.
- Enguerrand VII de Coucy : vers 1384.
- Guy Damas, seigneur de Cousan et de la Perrière : 15 mai 1385.
- Louis de Gyac : 1386-1389.
- Jacques de Bourbon-Préaux : 26 juillet 1397.
- Charles de Savoisy : 1409-1413.
- Guillaume IV de Melun (en) : 1399 - 21 juillet 1410.
- Pierre des Essarts : 21 juillet 1410.
- Waléran III de Luxembourg-Ligny, comte de Saint-Pol : 29 octobre 1410 - 9 février 1412.
- Jean de Croy : 9 février 1412.
- Robert de Bar : prêta serment le 6 octobre 1413 malgré l'opposition de Jean de Croy qui avait été pourvu du même office.
- Jean Ier de Craon : établi en 1413 à la place de Charles de Savoisy.
- Jean d'Estouteville : 10 novembre 1415 à la suite de Robert de Bar.
- Jean Ier de Neuchâtel-Montaigu : 30 juillet 1418.
- Jacques de Dinan : exerçait cette charge en 1427.
- Jean de Rosnivinen : exerçait cette charge en 1442.
- Guillaume de Rosnivinen : 16 janvier 1446 sur démission en sa faveur de son oncle Jean.
- Louis d'Estouteville : exerçait cette charge en 1443.
- Antoine de Châteauneuf : vers 1464.
- Jean du Fou : exerçait cette charge en 1470.
- 1498-1516 Charles de Rohan-Gié († 1528), comte de Guise, seigneur de Gié.
- 1516-1519 François Baraton († 1519), seigneur de La Roche et de Champdité.
- 1520-1532 Adrien de Hangest († 1532), seigneur de Genlis.
- 1533-1563 Louis IV de Bueil (1498-1563), comte de Sancerre.
- 1563-1638 Jean VII de Bueil († 1638), comte de Sancerre.
- 1638-1640 René de Bueil († 1640), comte de Sancerre et de Marans.
- 1640-16.. Jean VIII de Bueil († 1665), comte de Marans.
- 16..-16.. Pierre de Perrien († 1670), marquis de Crenan, sur démission du comte de Marans son beau-frère.
- 16..-1702 Louis de Beaupoil de Saint-Aulaire (1663-1702), marquis de Lanmary, sur démission du marquis de Crenan.
- 1703-1731 Marc-Antoine de Beaupoil de Saint-Aulaire (1689-1749), marquis de Lanmary, son fils, prête serment en 1703 comme grand-échanson de France.
- 1731-1756 André de Gironde (1694-1770), comte de Buron, grand-échanson de France.
- 1756-1791 Eusèbe-Félix Chaspoux de Verneuil (1720-1791), marquis de Verneuil, grand-échanson de France.